# (2132) Zhukov
(2132) Zhukov (1975 TW3) – planetoida z grupy pasa głównego asteroid okrążająca Słońce w ciągu 4,64 lat w średniej odległości 2,78 au. Odkryta 3 października 1975 roku.